# Distretto di Okara
Il distretto di Okara (in urdu: ضلع اوکاڑہ) è un distretto del Punjab, in Pakistan, che ha come capoluogo Okara. Nel 1998 possedeva una popolazione di 1.167.481 abitanti.